# كنيسة عمان المعمدانية
كنيسة عمان المعمدانية - هي إحدى كنائس مدينة عمّان الواقعة ضمن منطقة العبدلي ، في جبل اللويبدة تحديدا - شارع إبراهيم طوقان .وهي
ذات تصميم جميل .

## النشأة والتاريخ
تمثلت بدايات نشأة كنيسة عمان المعمدانية في عودة كل من سليم قعوار، وجريس دلة، وحنا الدباس، وفواز عميش إلى عمان. الأول كان راعيًا لكنيسة عنجرة المعمدانية، وانقل إلى عمان عام 1963 بهدف إدارة المكتبة المعمدانية فيها، والثاني عاد بعد إنهاء دراسة اللاهوت في مدرسة اللاهوت المعمدانية في بيروت، والثالث كان من بين الأعضاء النشطين في كنيسة عنجرة وكانت تربطه علاقة وثيقة بالأول. والرابع كان راعيًا للكنيسة في عجلون ومن قبلها للكنيسة في أربد. وبدأ سليم قعوره- بعد أن تسلم عمله بالمكتبة وسكن في منطقة العبدلي- في عقد اجنماع بيتي في جبل التاج في منزل يعود للسيدة ميلادة عاقلة وقد استمر هذا الاجتماع أسبوعيًا لعدة سنوات. وبدأ سليم أيضًا في اجتماع بيتي جديد وكان هذه المرة في منزل حنا الدباس في وادي النصر، وقد استمر هذا الاجتماع يعقد حتي 1972م، وجال في خاطر سليم قعوار أن تكون المكتبة نواة لأول كنيسة معمدانية في عمان ، فقام باستغلال الطابق العلوي منها ليحتضن اجتماعًا أسبوعيًا يدرس فيه الحضور كلمة الله ويرنمون معًا بعضًا من الترانيم الروحية. ومع مرور الوقت صارت المكتبة مركزًا وملاذًا لعقد الاجتماعات الروحية . وقد تولى مسؤولية تأسيس هذه الكنيسة في عمان جريس حنا ، والذي تولى الخدمات الي كانت عقد في كل من جبل التاج ووادي النصر وفي المكتبة، وسكن جريس دلة في وادي النصر واستمر بإقامة الاجتماعات البيتية في منزل حنا الدباس حتى عام 1971 حيث انتقل جريس إلى لبنان للعمل في مجال الترجمة والتأليف في دار المنشورات المعمدانية هناك. وجاء دور فواز عميش بعد أن باتت الحاجة كبيرة لتأسيس أول كنيسة معمدانية في العاصمة عمان، وسكن فوازجبل اللوبيدة ومن ثم منطقة العبدلي، وأثناء ذلك كان الاجتماع الرئيس يعقد في المكتبة بقيادة فواز عميش ، أما الاجتماعات الأخري في وادي النصر وجبل التاج فقد توقفت. وبدأت الاجتماعات في الكنيسة تأخذ طابعًا رسميًا ، وقام فواز عميش باول معمودية شملت ولديه، وابنة سليم قعوار وحماته. ثم قام عميش بإستئجار منزل واسع  في جبل اللوبيدة ليكون سكنًا له ولعائلته ومقرًا أوليًا لأول كتيسة معمدانية في عمان، وبدأت في المنزل اجتماعات كنيسة عمان المعمدانية بشكل رسمي ، ميث احوى المنزل على صالة متوسطة الحجم احتضنت الكنيسة الجديدة. وقد قام فواز عميش قبل اطلاق الكنيسة في اللوبيدة من أخذ البركة من الكناس الأخرى والقائمين عليها لاطلاق خدمة معمدانية في هذه المنطقة والتي كان يقطنها عدد كبير من المسيحين. كما أن عميش قام بإعطاء المجال لسليم قعوار لممارسة خدمته في الكنيسة.

## أول تنظيم رسمي للكنيسة
تم أول تنظيم رسمي لكنيسة عمان المعمدانية عام 1973م، وكان من ضمن الأعضاء المؤسسين بالإضافة إلى القس فواز عميش كل من:
- راعوت عميش- زوجة القس فواز عميش.
- روي فواز عميش.
- سوسن فواز عميش.
- سليم قعوار
- اليس قعوار- زوجة سليم قعوار
- فيرا سليم قعوار
- فيوليت سليم قعوار
- زهير سليم قعوار
- جين سليم قعوار
- حنا الدباس وزوجته
- أم هنري دهشان
- بول سميث وزوجته فيرجينيا.

## مقر جديد للكنيسة
في ظل ازدياد الخدمات التي تقدمها الكنيسة  المعمدانية في عمان للأطفال وللشبيبة وللسيدات، وأزدياد أعداد من يخدمون بالكنيسة، لم تعد الصالة المتوسطة الحجم في منزل فواز عميش كافية لأستيعاب ذلك، فتم التفكير بإنشاء مقر جديد للكنيسة، وكان ذلك بالفعل عندما تم شراء قطعة أرض كبيرة في جبل اللوبيدة تطل على الشارع الرئيس ، وتم بنائها وافتتاحها كمقر رئيس لكنيسة عمان المعمدانية.

## روابط خارجية
- قناة كنيسة عمان المعمدانية على الــyoutube